# Anolis ginaelisae
Espèce
Synonymes
- Dactyloa ginaelisae Lotzkat, Hertz, Bienentreu & Köhler, 2013

Anolis ginaelisae est une espèce de sauriens de la famille des Dactyloidae. 

## Répartition
Cette espèce est endémique de l'Ouest du Panama.

## Étymologie
Cette espèce est nommée en référence à Gina Elisa Moog, la fiancée de Sebastian Lotzkat.

## Publication originale
- Lotzkat, Hertz, Bienentreu & Köhler, 2013 : Distribution and variation of the giant alpha anoles (Squamata: Dactyloidae) of the genus Dactyloa in the highlands of western Panama, with the description of a new species formerly referred to as D. microtus. Zootaxa, no 3626, p. 1–54.